# Тринити (остров)
Тринити (англ. Trinity Island) — остров в северной части архипелага Палмер.
Расположен вблизи западного побережья Антарктического полуострова, примерно в 37 км к востоку от острова Хосизн. Составляет примерно 24 км в длину и 10 км в ширину. Площадь острова — 208 км². Высшая точка острова составляет 1119 м над уровнем моря.
Остров был назван Отто Норденшёльдом, руководителем Шведской антарктической экспедиции (1901—1904), в знак памяти открытия Эдвардом Брансфилдом «Земли Тринити» в 1820 году .
Скалистый участок площадью 50 га на юго-западной оконечности острова был признан международной организацией BirdLife International ключевой орнитологической территорией с целью поддержки гнездовья около 200 пар антарктического синеглазого баклана. На острове также гнездятся антарктические пингвины. Другой ключевой орнитологической территорией на острове является мыс Уолластон на его северо-западной оконечности.